# دنیس نیکلاس
دنیس نیکلاس (انگلیسی: Denise Nicholas؛ زادهٔ ۱۲ ژوئیهٔ ۱۹۴۴) بازیگر اهل ایالات متحده آمریکا است. وی بین سال‌های ۱۹۶۸ تا ۲۰۰۴ میلادی فعالیت می‌کرد.
او همچنین یک فعال مدنی بود که در جنبش حقوق مدنی سیاه‌پوستان آمریکا حضور داشت.
از فیلم‌ها یا برنامه‌های تلویزیونی که وی در آن نقش داشته‌است، می‌توان به اتاق ۲۲۲، روز مادر و نظم و قانون اشاره کرد.

## بخشی از فیلم‌شناسی
- بلاکولا (۱۹۷۲)
- روح چارلی سیاه‌پوست (۱۹۷۳)
- آقای ریکو (۱۹۷۵)
- بیا دوباره انجامش بدیم (۱۹۷۵)
- قطعه‌ای از عملکرد (۱۹۷۷)
- کاپریکورن یک (۱۹۷۷)
- ماروین و تایگه (۱۹۸۳)
- همینجا، آقای رئیس جمهور (۱۹۸۳)
- روز مادر (۱۹۸۹)
- پدر شبح (۱۹۹۰)
- سرافراز (۲۰۰۴)